# Sven Waxell

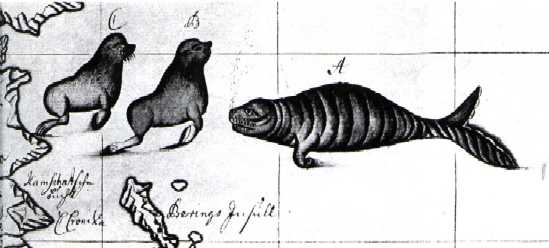
Im Verlauf der Großen Nordischen Expedition entstandene Zeichnung im Logbuch des Schiffes St. Peter durch den ersten Offizier Vitus Berings, Sven Waxell (1701–1762). Neben dem Verlauf der Pazifikküste Kamtschatkas sind die Stellersche Seekuh (A), ein Seelöwe (B) und eine Ohrenrobbe (C) dargestellt.

Sven Larsson Waxell (geb. 1701 in Stockholm; gest. 1762 in St. Petersburg) war ein Offizier der russischen Marine. Er war Mitglied der Zweiten Kamtschatka-Expedition (1733–1744).

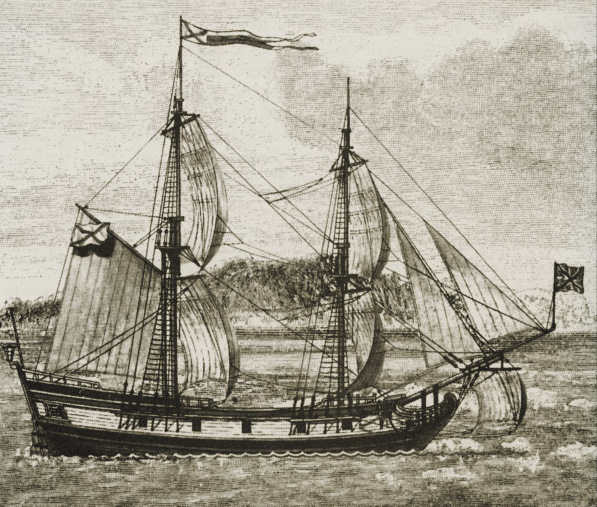
Das Paketboot St. Peter auf einer Zeichnung aus dem 19. Jahrhundert.

## Biografie
Waxell wurde 1701 geboren. Er wuchs in Stockholm auf. Er war der Sohn von Christina Sandberg und Lars Waxell, einem Gastronomen in Södermalm, Stockholm. Sven Waxell diente im Alter von fünfzehn Jahren in der englischen Marine und wurde 1725 Maat in Russland. Er stieg bis zum Kapitän 1. Ranges auf.

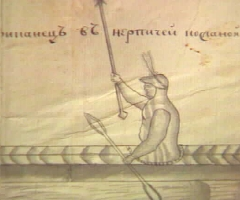
Sven Larsson Waxell, erster Offizier auf der St. Peter, hielt die erste Begegnung mit den Ureinwohnern Alaskas in einer Zeichnung fest. Das Bild zeigt einen Unangan mit federgeschmückter Kopfbedeckung in einem Kajak.

Waxell nahm an Vitus Berings (1681–1741) zweiter Expedition teil, die 1741 erstmals die Südküste Alaskas kartierte. Zusammen mit dem Steuermann Sofron Chitrowo führte Waxell das Logbuch der Expeditionsfahrt, das in der Bibliothek der Akademie der Wissenschaften aufbewahrt wird. Auf der Rückreise übernahm er faktisch das Kommando der Expedition, als Bering erkrankte und an Skorbut starb, nachdem das Schiff auf der Insel, die später Beringinsel genannt wurde, Schiffbruch erlitt. Waxell Ridge, ein Gebirgszug zwischen dem Bagley Icefield und dem Bering-Gletscher in Alaska, ist nach ihm benannt.
Die Ereignisse hielt er in seinen Erinnerungen an die zweite Kamtschatka-Expedition fest. Der Reisebericht von Sven Waxell, Kapitänleutnant der russischen Flotte, beginnt mit den Worten:

„Auszug aus meinen Tagebüchern und denen anderer Offiziere der Kamtschatkaexpedition, die 1733 von St. Petersburg abging. Hier sollen kurz der Zweck, die Durchführung, die neuen Entdeckungen, eingetroffenen Unglücksfälle und der Abschluß der Expedition beschrieben werden.

Eine geschicktere Feder als die meine hätte all das wohl klarer und ausführlicher schildern können, ohne dem Leser durch solche Breite Wesentliches zu verdecken.“

Seine Vorbilder dafür waren William Dampier und sein Steuermann William Funnel.